# Habitation Clément
Pour les articles homonymes, voir Clément.
L'Habitation Clément, appelée autrefois Habitation de l'Acajou, est une ancienne habitation sucrière coloniale située dans la commune du François, en Martinique.
La plantation devient ensuite une distillerie, après le rachat en 1887 de l'Habitation de l'Acajou par Homère Clément, un des tout premiers médecins de couleur de l'île. Rapidement, le rhum Clément acquiert une réputation internationale qu'il conserve aujourd'hui. Si désormais la distillation n'est plus réalisée sur place, le vieillissement se fait toujours dans plusieurs chais visitables.
L'Habitation, un temps à l'abandon, est aujourd'hui un centre d'interprétation du rhum et un musée d'Art contemporain, propriétés du groupe Bernard Hayot. Avec près de 100 000 visiteurs chaque année, elle est l'un des sites touristiques les plus visités de Martinique.

## Histoire

### Des petites habitations de 1770 au grand domaine de l'Acajou
Une carte dressée par l’ingénieur Moreau du Temple en 1770, montre sur le site l’existence de plusieurs petites habitations, nom désignant les exploitations agricoles dans les colonies françaises. Autour de l'Habitation Litré, qui prendra plus tard le nom d'Acajou, se dressent les Habitations La Place, Sainte-Suzanne et Vincenot, du nom de leurs propriétaires. Dans chacune d'elles se trouve une maison du maître (ou du géreur, le gestionnaire de l'exploitation agricole), un village d'esclaves, et des bâtiments agricoles entourés de plantations.

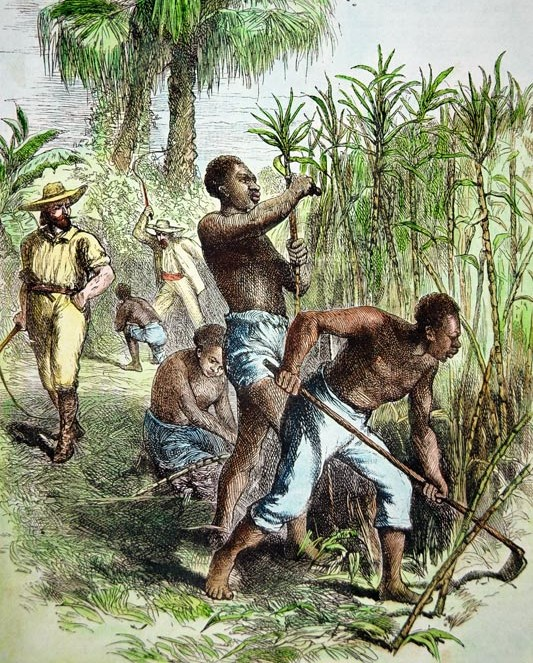
Esclaves cultivant la canne à sucre.

Louis Hodebourg-Desbrosses, béké propriétaire de l’Acajou, qui couvre alors 46 hectares sur lesquels travaillent 30 esclaves, s’associe en 1798 à Jean-Modeste Simon de Bassigny pour exploiter l’habitation. Ce dernier s'installe sur dans la maison principale, dirige l'exploitation et gère les comptes.
En 1808, Simon de Bassigny rachète les parts de son associé ainsi que l'habitation voisine, celle de Soubeyran (anciennement La Place), également propriété des Hodebourg-Desbrosses, qu'il rattache à l'Acajou. l'ensemble forme alors un domaine de 124 ha. En 1818, il revend l'habitation à Louis Marie Hodebourg-Desbrosses, fils de l'ancien propriétaire.
Des investissements sont faits pour renouveler l'outil industriel avec l'installation d'un moulin à vapeur, et le doublement de la population d'esclaves. Ces derniers proviennent soit de la traite négrière (bossales), soit sont nés dans la plantation (créoles), soit sont achetés à d'autres propriétaires. Leur population passe de 30 individus en 1798, à 81 en 1836. Leur espérance de vie est en moyenne de 35 ans sur les habitations agricoles coloniales.

### La prise en main par Françoise Maillet en 1844
La békée Françoise Virginie de Franqueville, épouse d’Amédée Maillet, acquiert l’Acajou en 1844. Elle va la diriger durant 42 ans.
Pour alimenter en canne le moulin à vapeur de dix chevaux, Françoise Maillet, achète en 1847 les terres de deux habitations voisines, Chéry (anciennement Sainte-Suzanne) et Bagatelle (anciennement Vincenot), créant ainsi un domaine étendu sur 160 hectares.

### L'abolition de l’esclavage en 1848
La Deuxième République abolit définitivement l'esclavage par décret en 1848. Cette abolition s'accompagne toutefois de l'indemnisation des propriétaires esclavagistes. Françoise Maillet touche ainsi, en 1849, la somme de 45 888 Francs or en compensation du préjudice financier causé par l'affranchissement de tous ses esclaves.

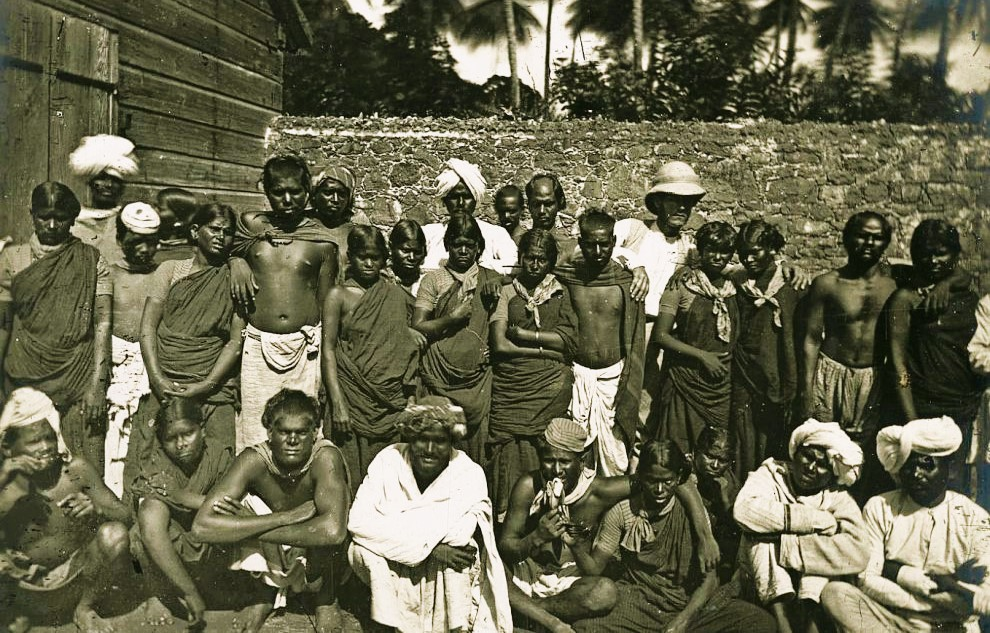
Engagés indiens à la Martinique.

La propriétaire se voit contrainte de signer des contrats d’association avec 51 de ses anciens esclaves. Cela se traduit par une hausse du coût de la production, et un effondrement de la rentabilité. En 1854, elle compense le manque de main d’œuvre par l'importation de travailleurs immigrés en provenance des comptoirs français aux Indes.
En 1867, Françoise Maillet ferme sa sucrerie du Domaine de l’Acajou et livre ses cannes à la nouvelle usine du François, dont elle est l'un des principaux actionnaires.
Au début des années 1880, faisant également face à l'émergence du sucre de betterave en métropole, l'exploitation tombe en faillite. En 1886, le Crédit foncier colonial saisit l’Habitation en paiement des dettes de Françoise Maillet.

### Le rachat par Homère Clément en 1887

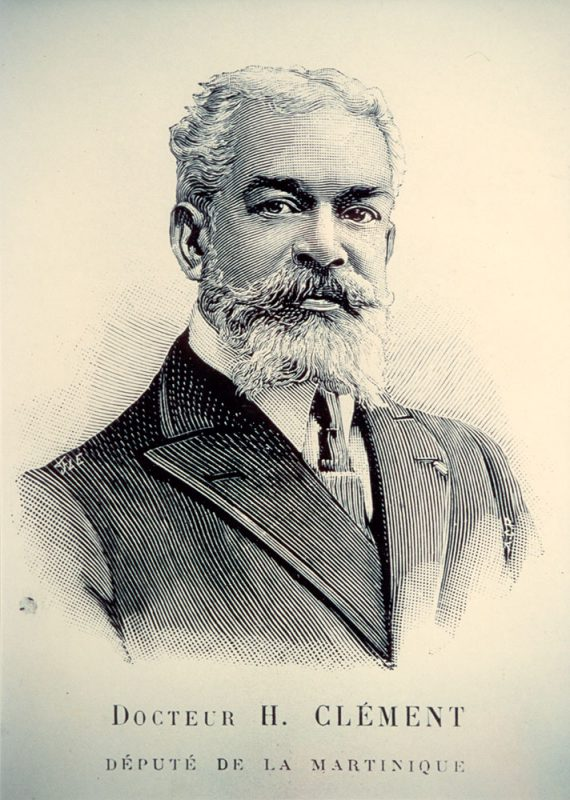
Homère Clément.

Le 19 avril 1887, l'homme d'affaires Homère Clément, également premier médecin métis de Martinique, fait l’acquisition aux enchères du domaine de l'Acajou. Il s’installe avec sa famille dans la maison principale et devient planteur, livrant sa canne à sucre à l’usine du François pendant 30 ans.

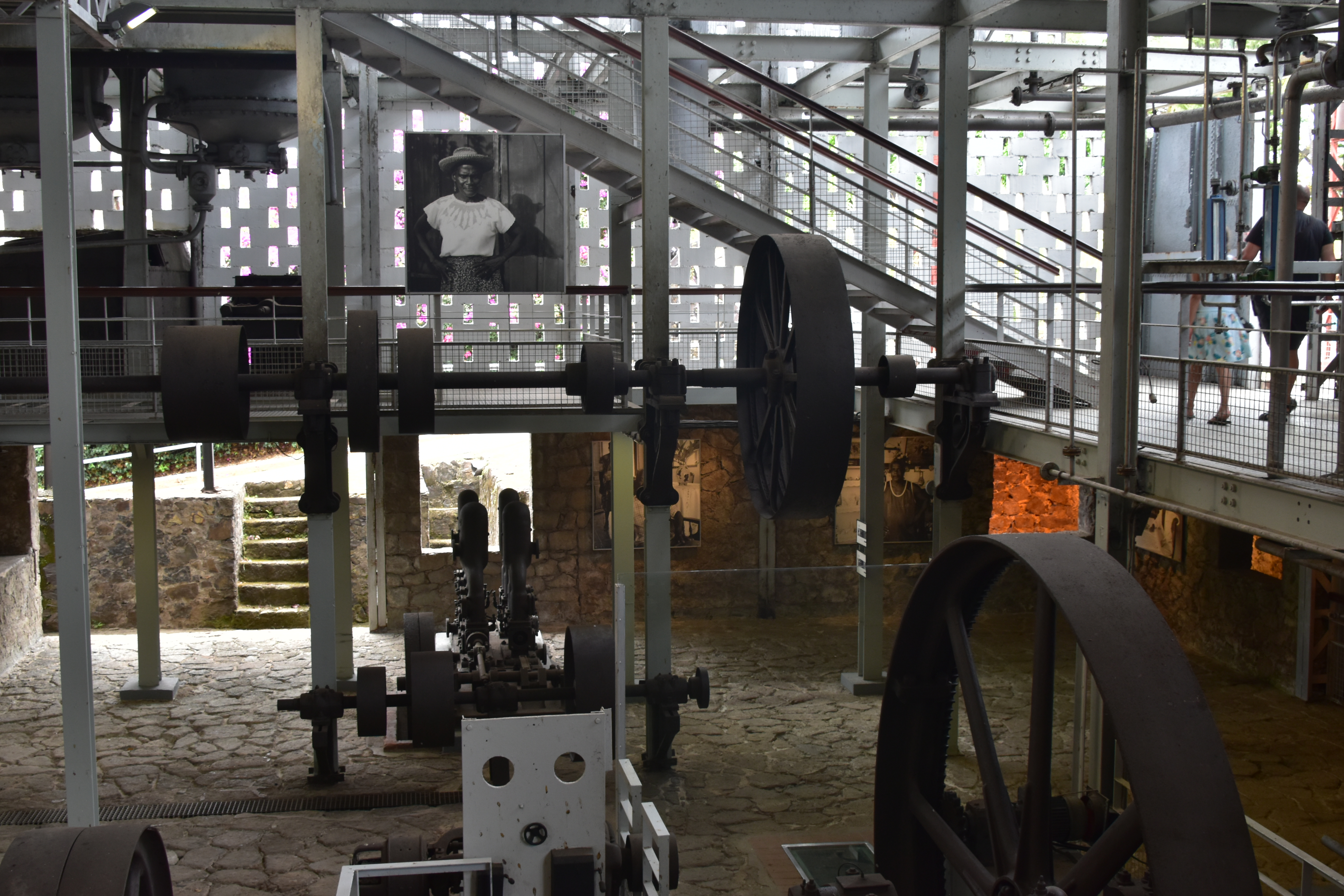
La distillerie.

En 1917, poussé par l’effort de guerre, Homère Clément construit une distillerie sur le domaine de l’Acajou. En effet, durant la Première Guerre mondiale, les autorités encouragent la production du rhum pour satisfaire la forte demande des soldats au combat.
À la mort d'Homère Clément en 1923, son fils Charles hérite du domaine avec ses sœurs. Ce dernier prend la direction de la distillerie familiale et développe la marque de rhum. Il modernise les installations et améliore la qualité de sa production. En 1928, Charles Clément se marie avec Sarah Lazareff, qui l'assiste dans la gestion de l’Acajou, allant jusqu’à traiter avec les fournisseurs de la distillerie. Elle organise de nombreuses réceptions qui réunissent les visiteurs de renom en séjour à la Martinique.
La marque « Rhum Acajou » est créée en 1930 et la société se distingue en embouteillant elle-même ses rhums, quant à cette époque la grande majorité du rhum produit est envoyé en vrac aux négociants de métropole. Deux ans plus tard, Charles Clément achète l’Habitation Moneroy, agrandissant son domaine agricole d’une centaine d’hectares supplémentaires.

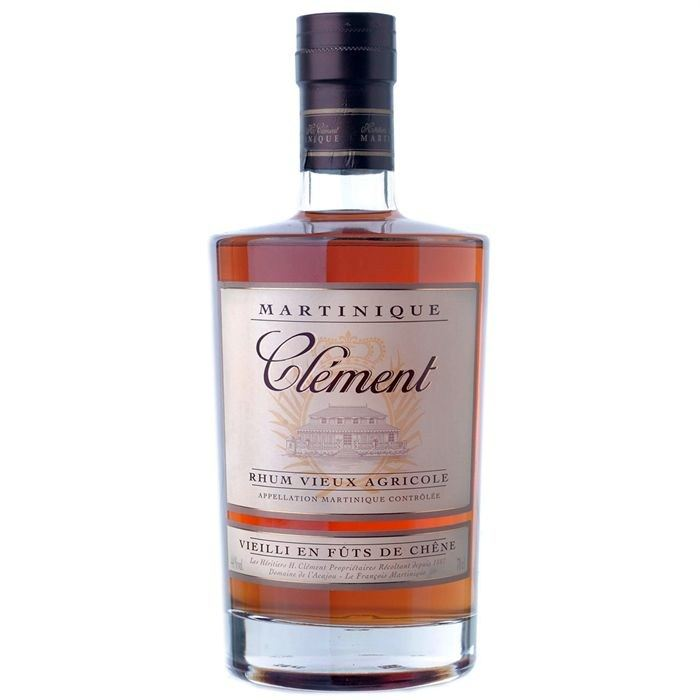
Rhum vieux agricole.

En 1938, un incendie détruit la distillerie. L'usine reconstruite permet alors de multiplier la capacité de production par cinq, et devient la plus performante de l’île. Le Rhum Acajou est renommé « Rhum Clément » en 1940.
Les descendants d’Homère Clément fondent en 1956 la société Héritiers H. Clément, puis, à la mort de Charles Clément en 1973, ses deux fils deviennent cogérants des Rhums Clément. Georges-Louis Clément dirige la distillerie de l’Acajou au François, tandis qu’à Bordeaux, où une succursale est créée, Jean-José commercialise les rhums en France et à l’international.
Des difficultés financières et des différends familiaux amène la firme à confier sa gérance au groupe Cointreau, qui ne parvient toutefois pas à redresser la barre. La famille Clément vend finalement la société en 1986.

### Vente de l'Habitation au Groupe Bernard Hayot en 1986
Nécessitant de nouveaux investissements pour assurer sa pérennité, le domaine de l’Acajou et la marque Clément sont rachetés en 1986 par Yves et Bernard Hayot, issus d'une vieille famille békée de Martinique. Le domaine prend le nom d’Habitation Clément, en hommage à la famille fondatrice, et s’ouvre au tourisme culturel.

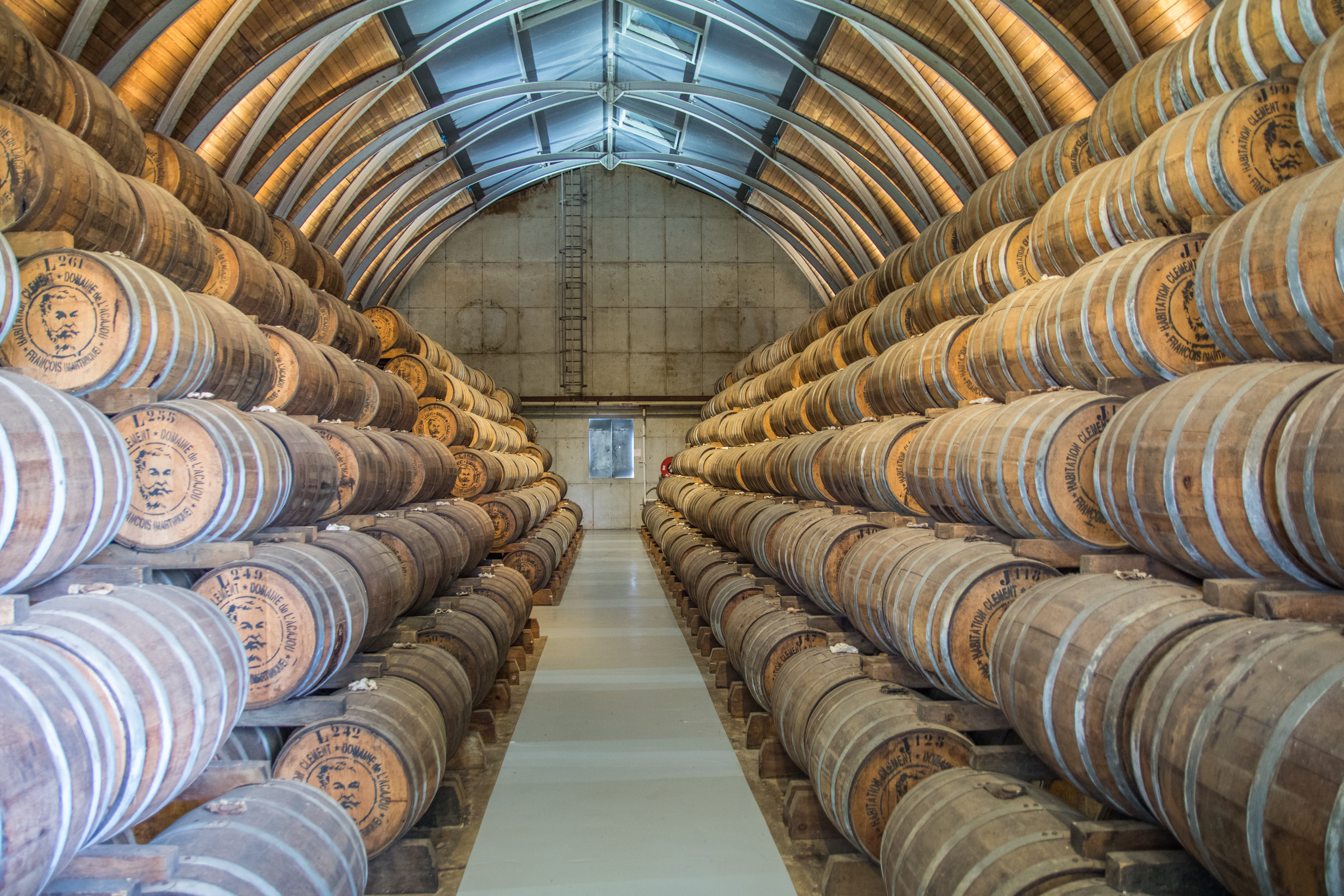
Le chai Jean-José Clément, construit en 1999.

En 1988, la distillerie est fermée. Elle sera transformée plus tard en musée. Le rhum est désormais distillé dans l'usine du Simon, située à quelques kilomètres, toujours dans la commune du François. Cette distillerie produit aussi le Rhum Saint-Étienne. Sur l'Habitation restent les chais de vieillissement, ainsi que les opérations de réduction, brassage, et mise en bouteille.
Le 14 mars 1991 sur l'Habitation, les présidents Bush (père) et Mitterrand se rencontrent pour la première fois depuis la fin de la guerre du Golfe. Ils s’entretiennent dans le nouveau parc, avant de déjeuner à l’intérieur de la maison principale. Il est possible que le président français ait dormi dans le lit à colonnes d'Homère Clément.
Cette année-là, la maison de maître de l'habitation est inscrite à l’inventaire supplémentaire des Monuments historiques, avant son classement en 1996.
Le 17 décembre 2001, le poète et homme politique Aimé Césaire est invité par Bernard Hayot à planter dans le jardin de l’Habitation, un courbaril, symbole de solidarité pour le peuple martiniquais. Dans son discours, il affirme que le courbaril c'est « l’enracinement dans le roc s’il le faut, mais vainqueur grâce à l’entêtement et au vouloir vivre », et il ajoute que « ce qui est valable pour l’arbre est valable pour l’homme ».

### Transformation de l'habitation en site touristique et culturel en 2003

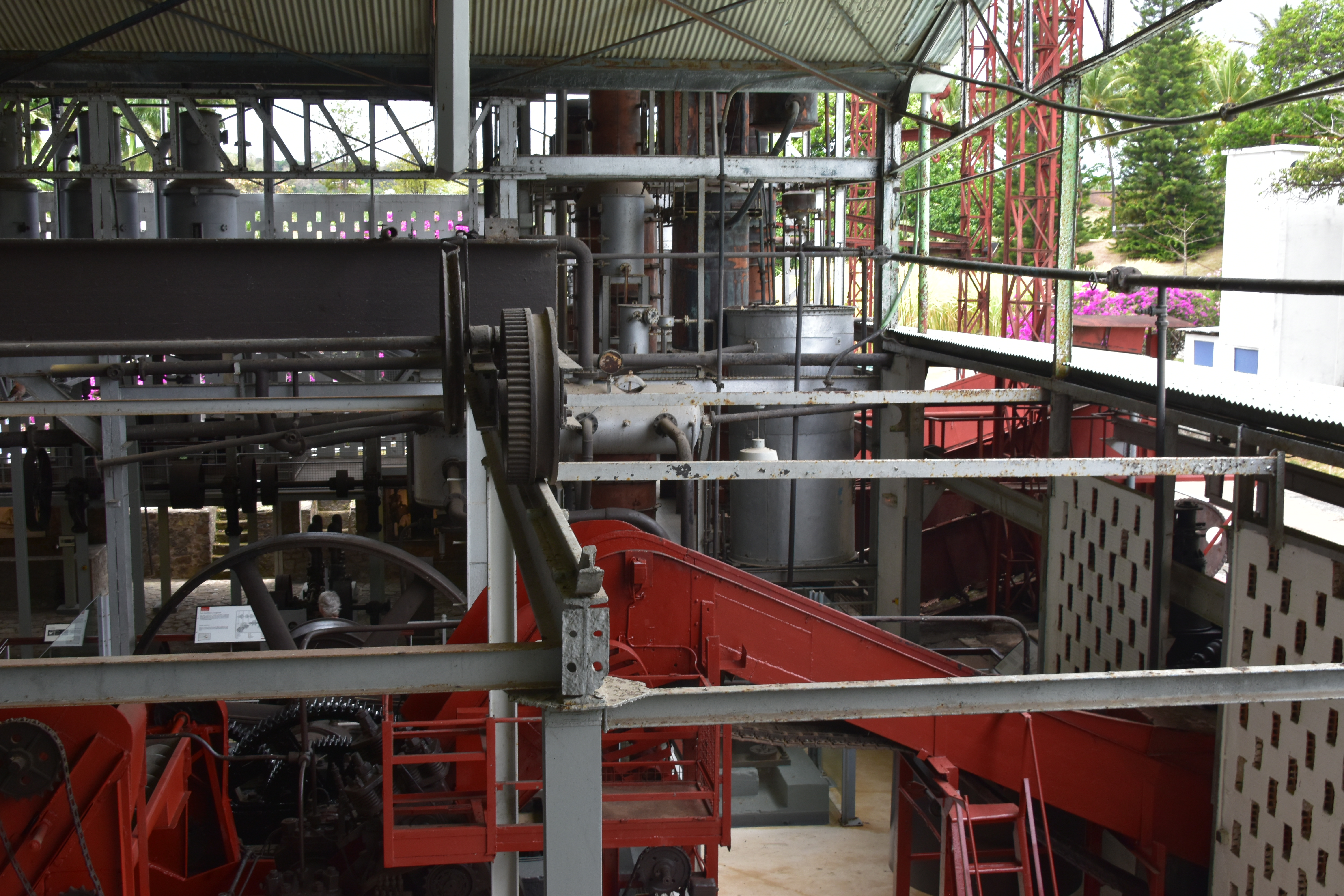
L'ancienne distillerie

En 2003, La maison de maître et les dépendances sont entièrement restaurées, et l'ancienne distillerie, fermée depuis 1988, devient un centre d'interprétation du rhum, permettant de découvrir son histoire et le patrimoine de l'habitation. En 2007, la Fondation Clément aménage la cuverie en salle d'exposition consacrée à l'art contemporain.
Le 13 septembre 2011, Frédéric Mitterrand alors ministre de la Culture, attribue le label Maison des Illustres à la propriété pour son implication à conserver et transmettre au public la mémoire d’Homère Clément, médecin, homme politique et entrepreneur, qui fait partie de la première génération d’hommes de couleur à accéder au pouvoir économique et politique.
Un nouveau bâtiment, mêlant architecture contemporaine et matériaux historiques, dessiné par les architectes Reichen et Robert & Associés, est inaugurée le 24 janvier 2016 au cœur de l'habitation par la Fondation Clément. D'une superficie de 1 000 mètres carrés, dont 600 de salles d’exposition, il fait office de musée d'art moderne de la Martinique. Accolé à cet édifice, une bibliothèque contient près de 10 000 ouvrages sur la Martinique et les Caraïbes.

### Visite du président du Bénin
En décembre 2023, à l'invitation de Bernard Hayot, le président du Bénin Patrice Talon vient inaugurer une exposition sur l'art contemporain béninois dans l'habitation Clément. Cet événement suscite toutefois de nombreuses critiques en raison du passé esclavagiste de l'exploitation agricole. Serge Letchimy, président du Conseil exécutif de la collectivité territoriale de Martinique, refuse même d'assister au vernissage, tandis que le préfet interdit de son côté tous les rassemblements sur le territoire de la commune du François.
À l'occasion du vernissage le 14 décembre, alors que le site est encerclé par un impressionnant dispositif de sécurité et de gendarmerie, Bernard Hayot tente de répondre aux critiques en rappelant qu'un courbaril a été planté sur l'habitation par Aimé Césaire vingt ans plus tôt. Il annonce aussi qu’il confiera à un artiste martiniquais la réalisation sur l'habitation Clément d’une œuvre « à la mémoire de tous ceux qui ont vécu en esclavage ».
L'exposition, intitulée Révélation ! Art contemporain du Bénin, présente 42 artistes et près de 120 œuvres. Itinérante, elle parcourt le monde depuis 2 ans. Après le Maroc, elle fait une halte à la Martinique, avant de terminer son parcours à Paris. Elle célèbre la restitution par la France des trésors royaux enlevés au territoire africain lors de sa colonisation.

## Protection du patrimoine
La maison du maître, la cuisine, les écuries, les escaliers et les terrasses sont inscrits au titre des Monuments Historiques en 1991, puis classés par arrêté du 9 août 1996.

## Description du site
La propriété qui s'étend sur un terrain de 160 hectares, comprend trois parties :
- l'ancienne distillerie du rhum Clément, maintenant reconvertie en musée consacré à la fabrication du rhum et en siège de la Fondation Clément ;
- les chais de vieillissement du rhum Clément, toujours utilisés actuellement ;
- des bâtiments d'habitation de style créole, dont certains sont ouverts à la visite et classés monuments historiques.

### La maison du maître
La maison du maître est d'architecture antillaise traditionnelle. Le noyau central de cette maison en bois fut construit à la fin du XVIIIe siècle ; il existait déjà à cette époque une galerie pavée. Considérablement agrandie vers 1842, un étage lui fut adjoint. Enfin, en 1887, la maison fut complétée par la construction d’une galerie supplémentaire sur la façade nord.

Le mobilier intérieur est de style compagnie des Indes.

L'ancienne maison du maître de l'Habitation
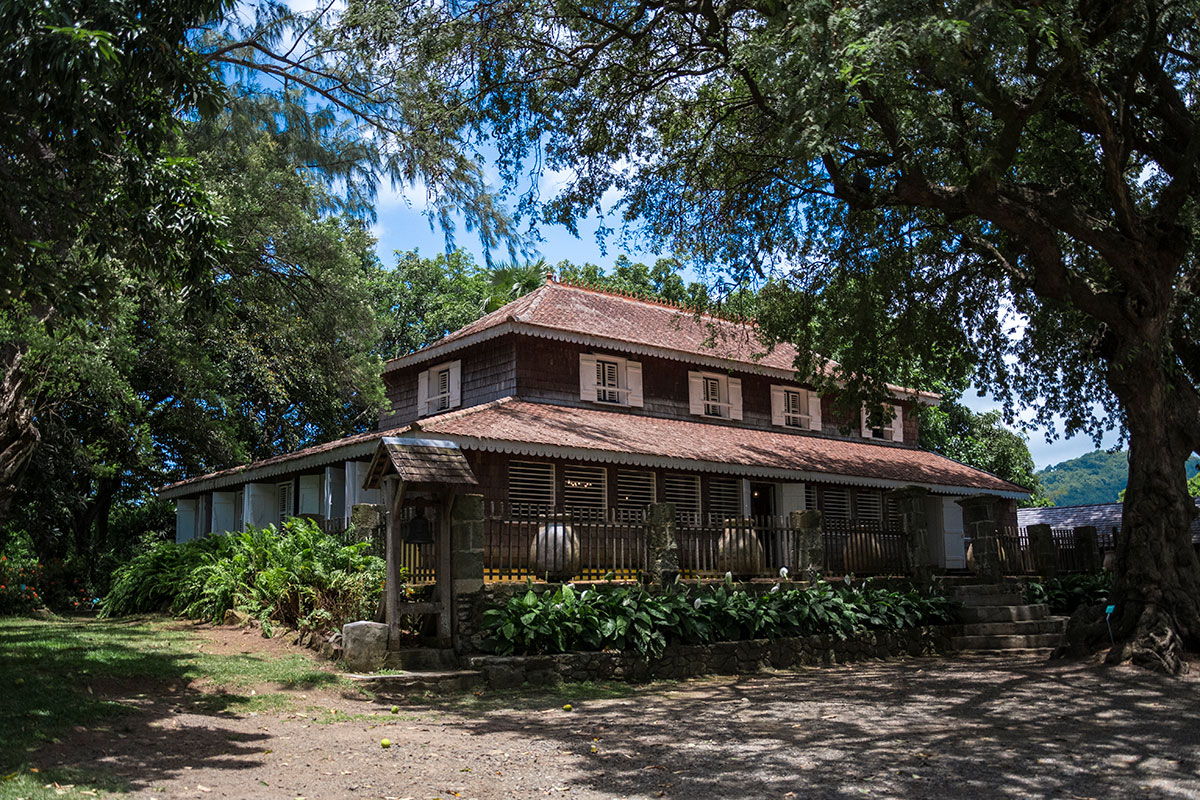
L'ancienne maison du maître.
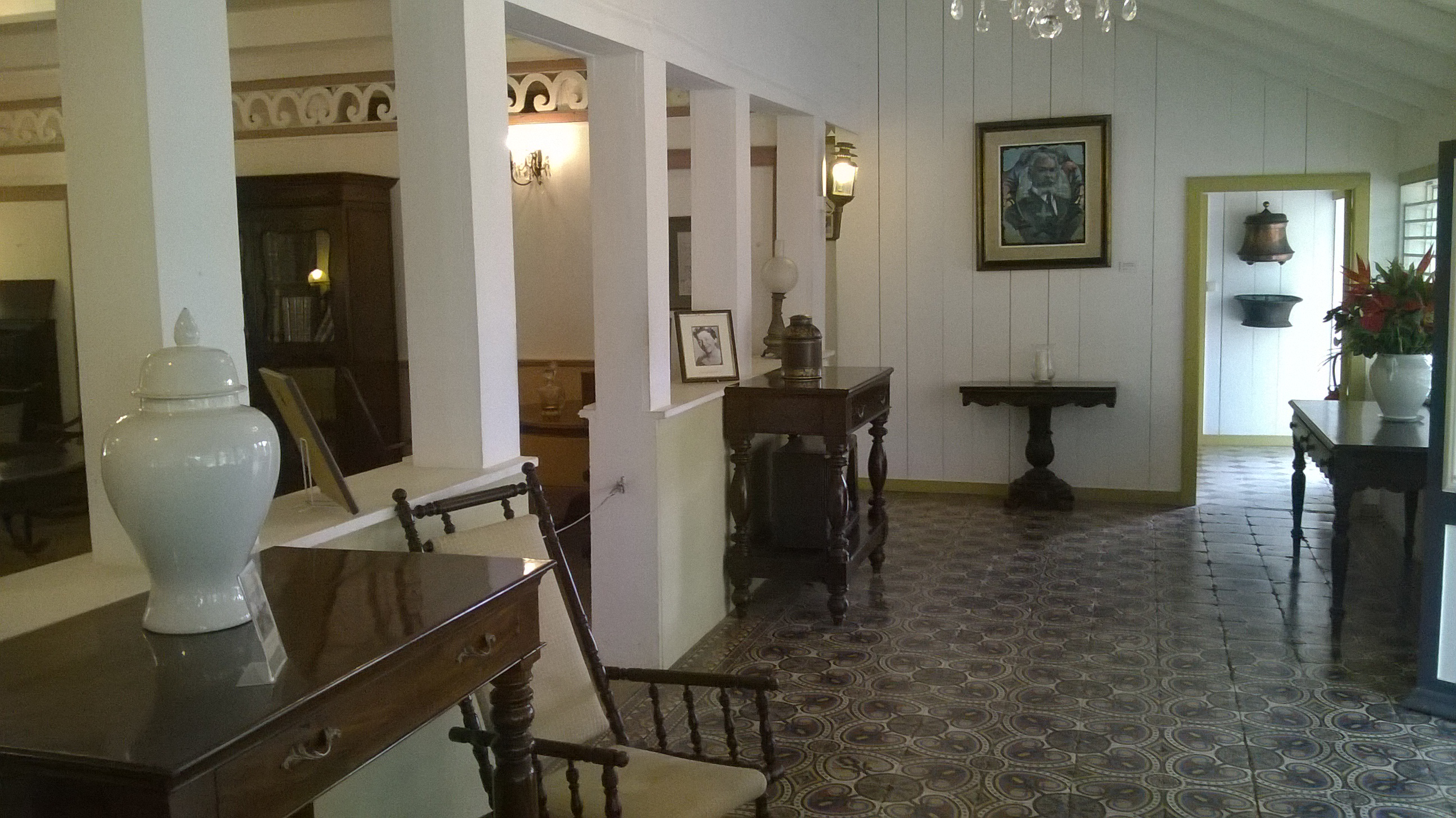
Salle d'entrée.
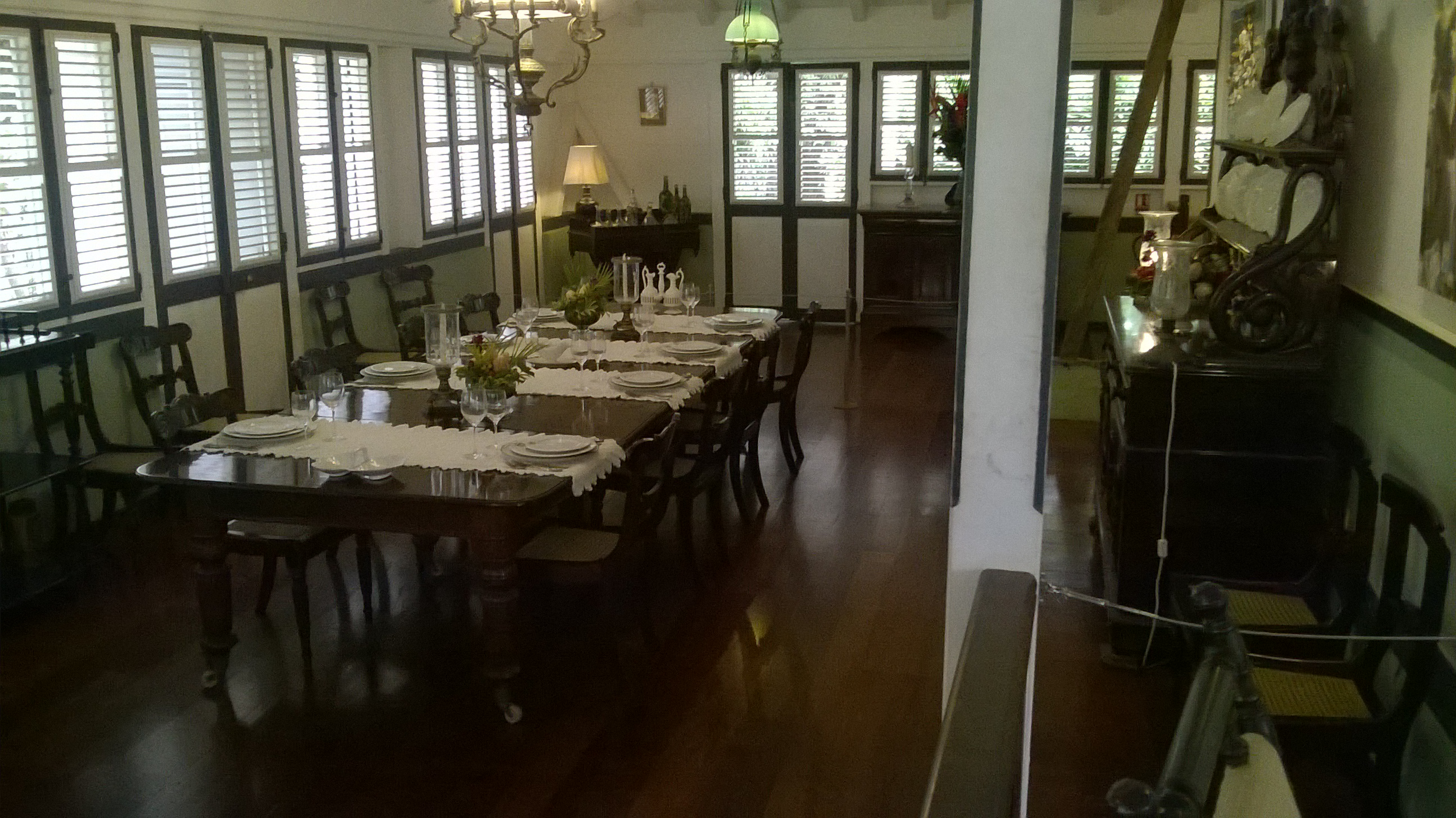
Salle à manger.
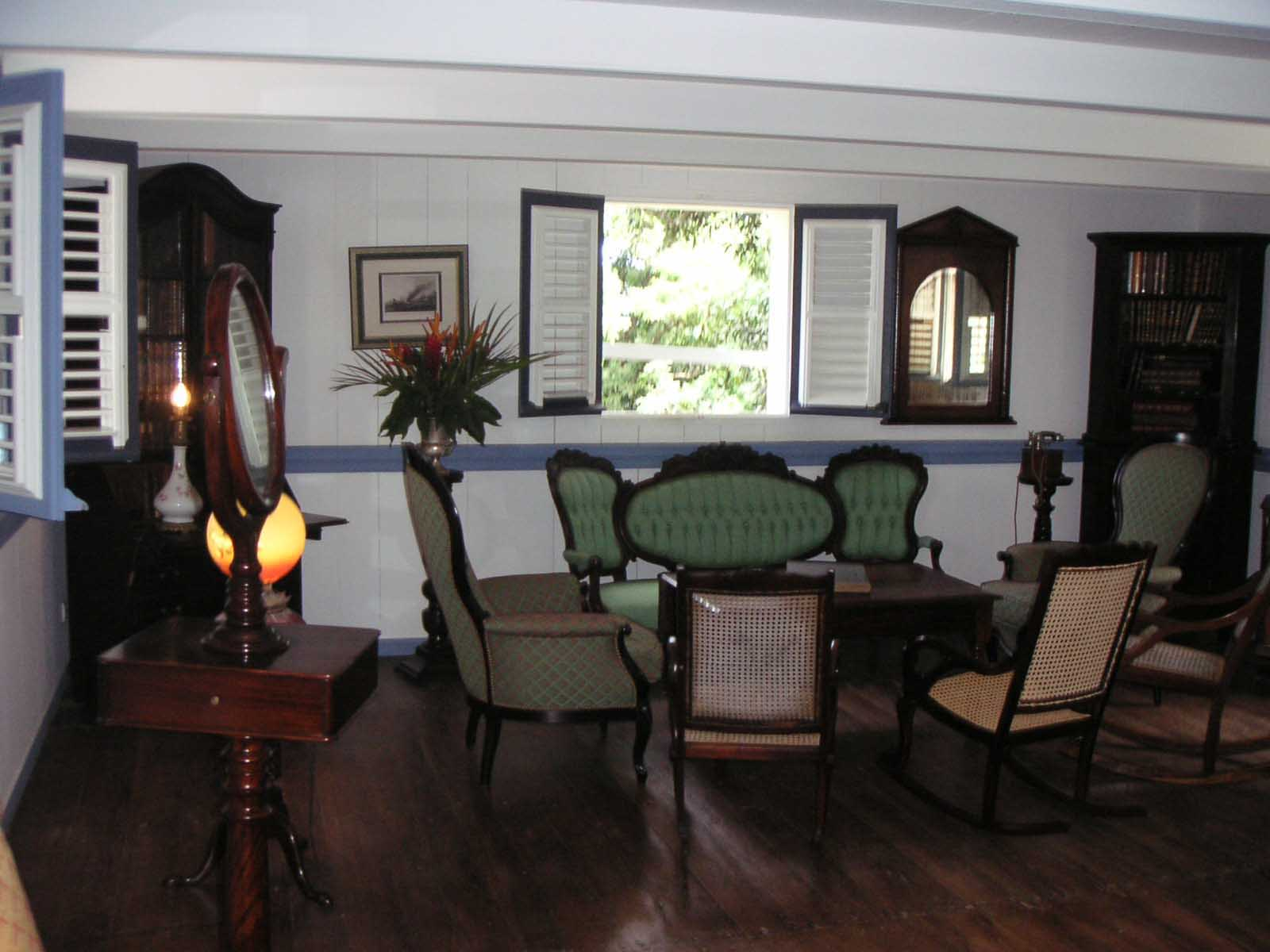
Salon au 1er étage.
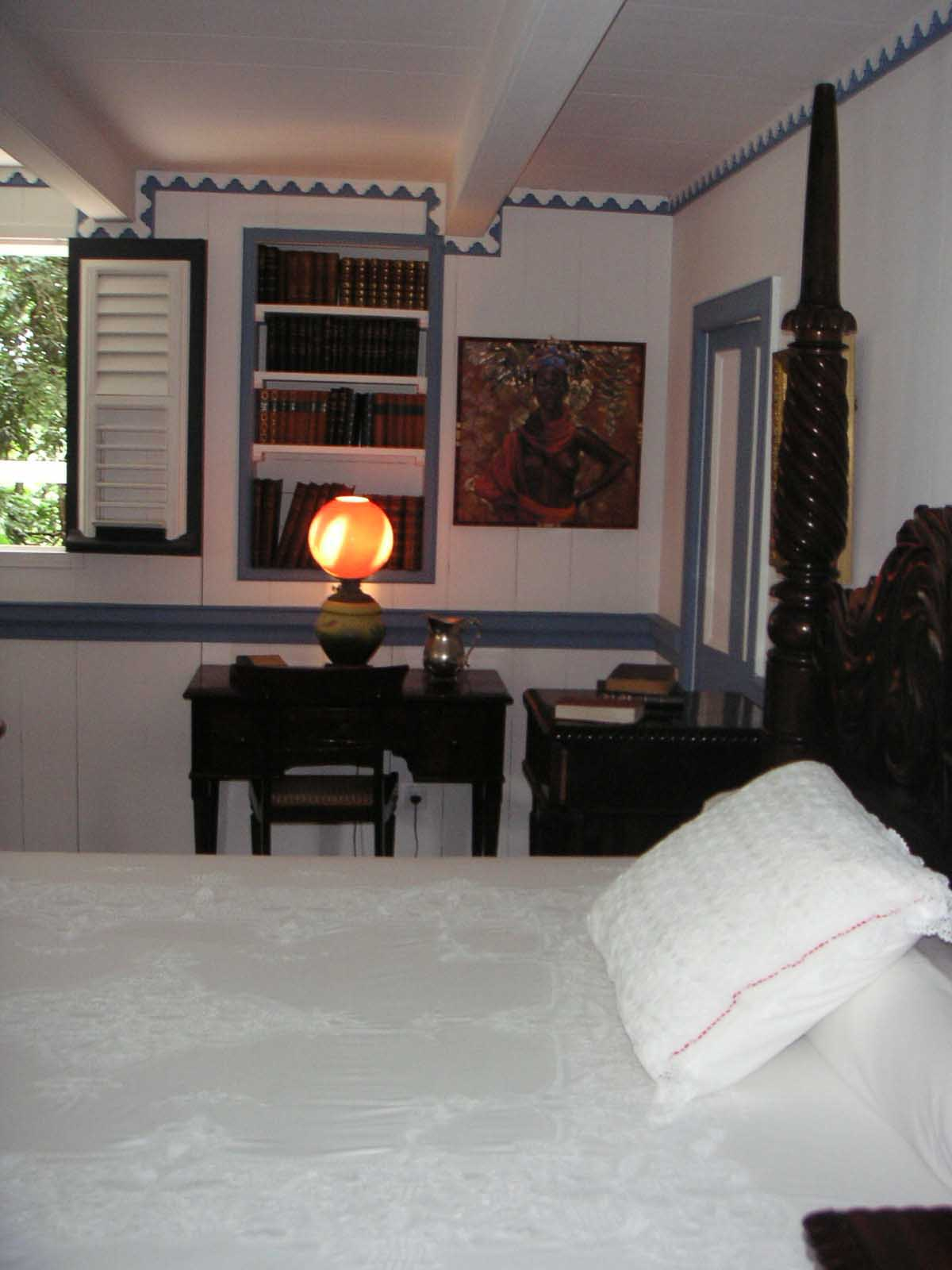
Chambre au 1er étage.
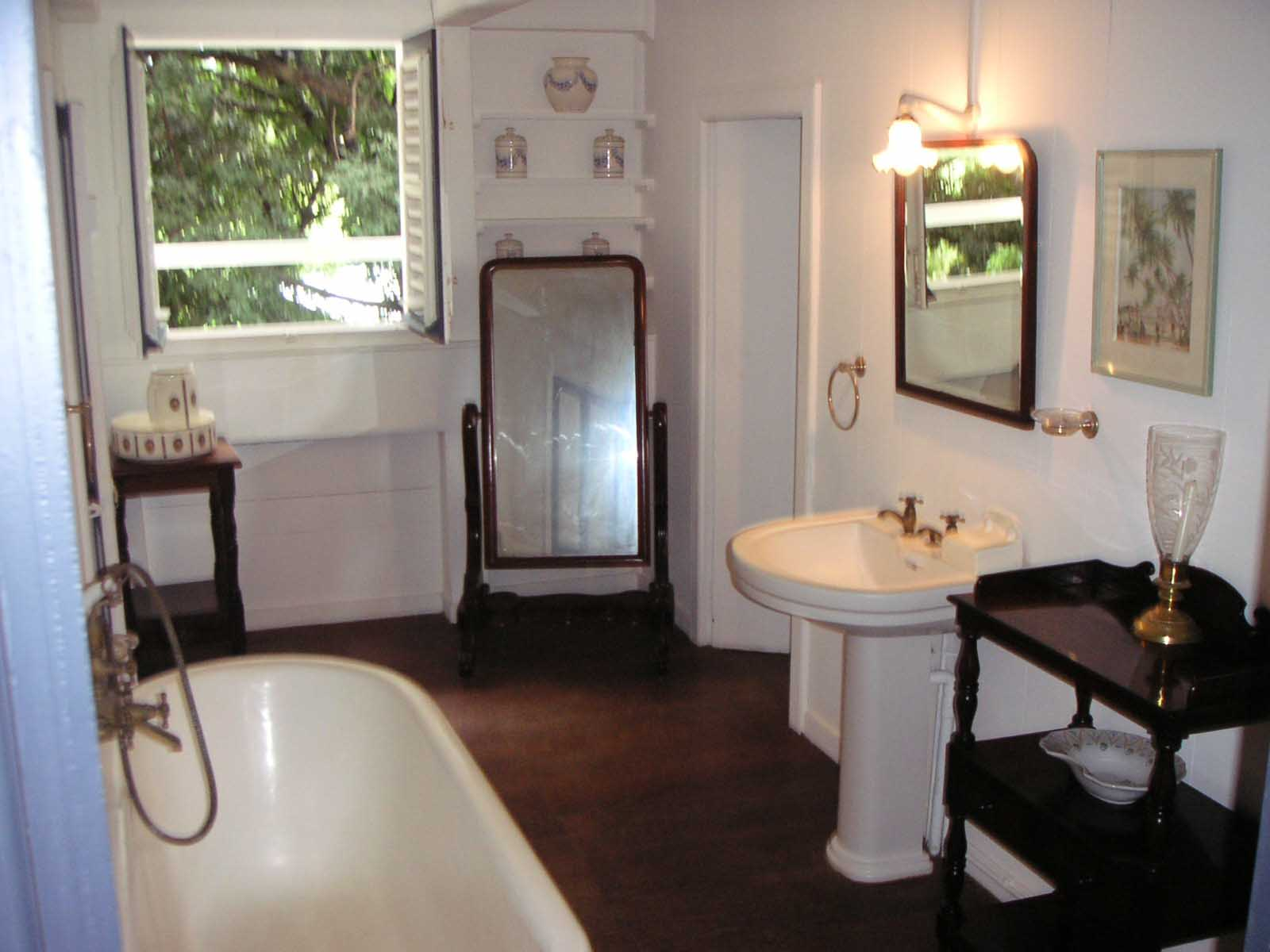
Salle de bain au 1er étage.

### Le parc botanique
Le parc botanique de 16 hectares, ouvert au public et labellisé jardin remarquable, comprend une collection de plus de 300 arbres et plantes tropicales environnés de pièces d'eau et de plus d'une douzaine de sculptures contemporaines (Bernar Venet, Thierry Alet, Jeppe Hein, Christian Lapie, Pablo Reinoso, Miguel Chevalier, etc.), une palmeraie d'une trentaine d'espèces, un verger et un champ de canne à sucre avec son moulin.

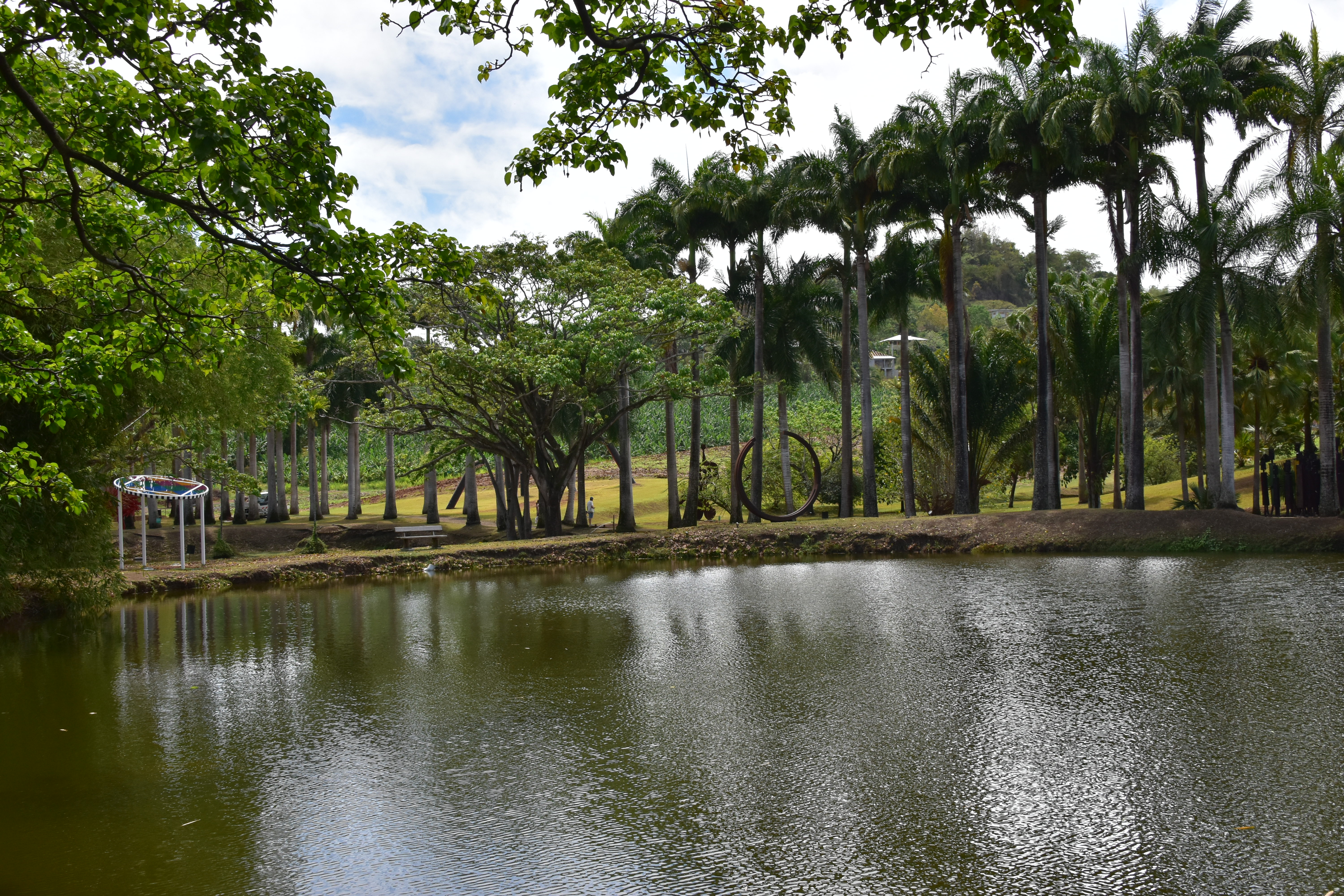
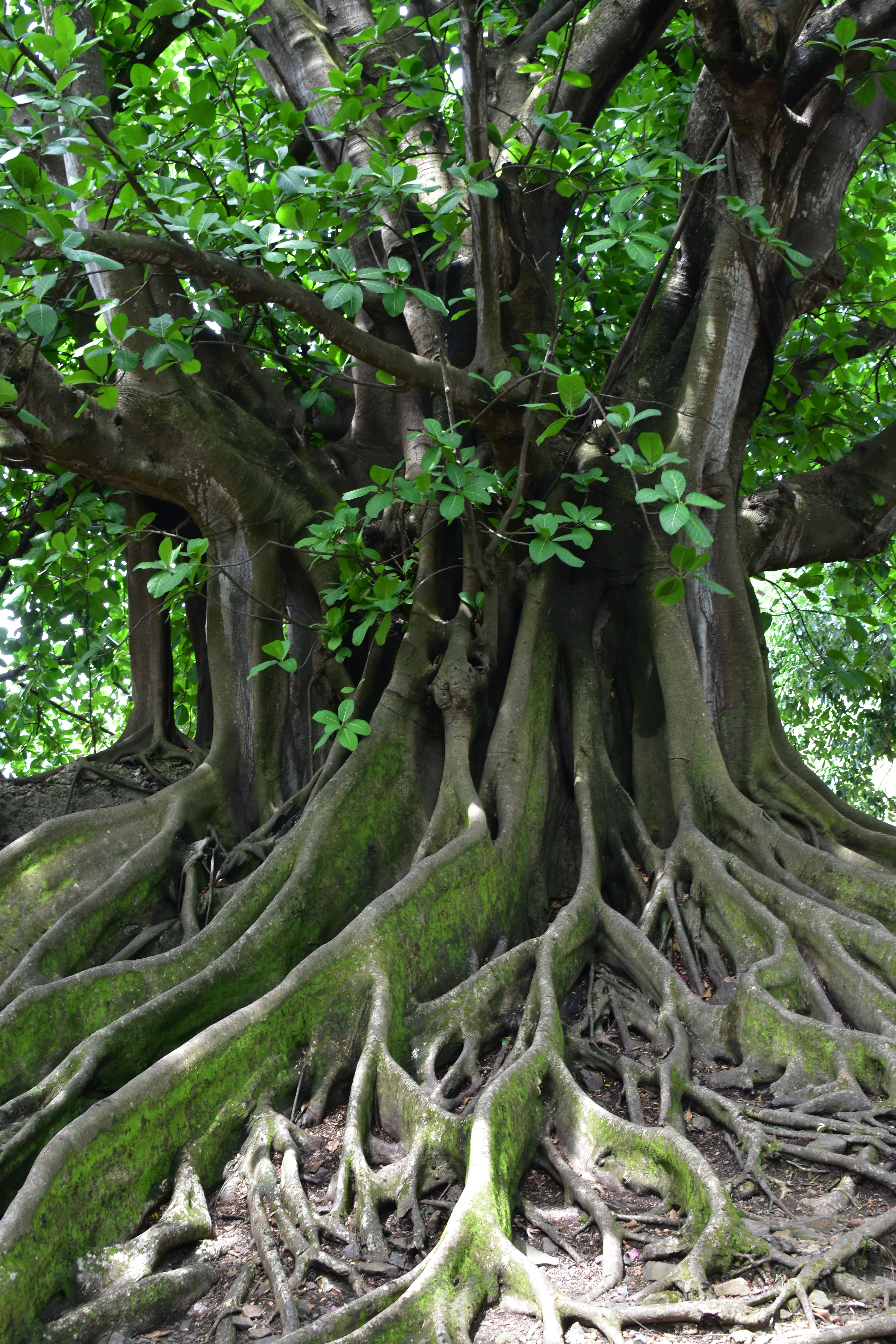
Figuier maudit de Martinique
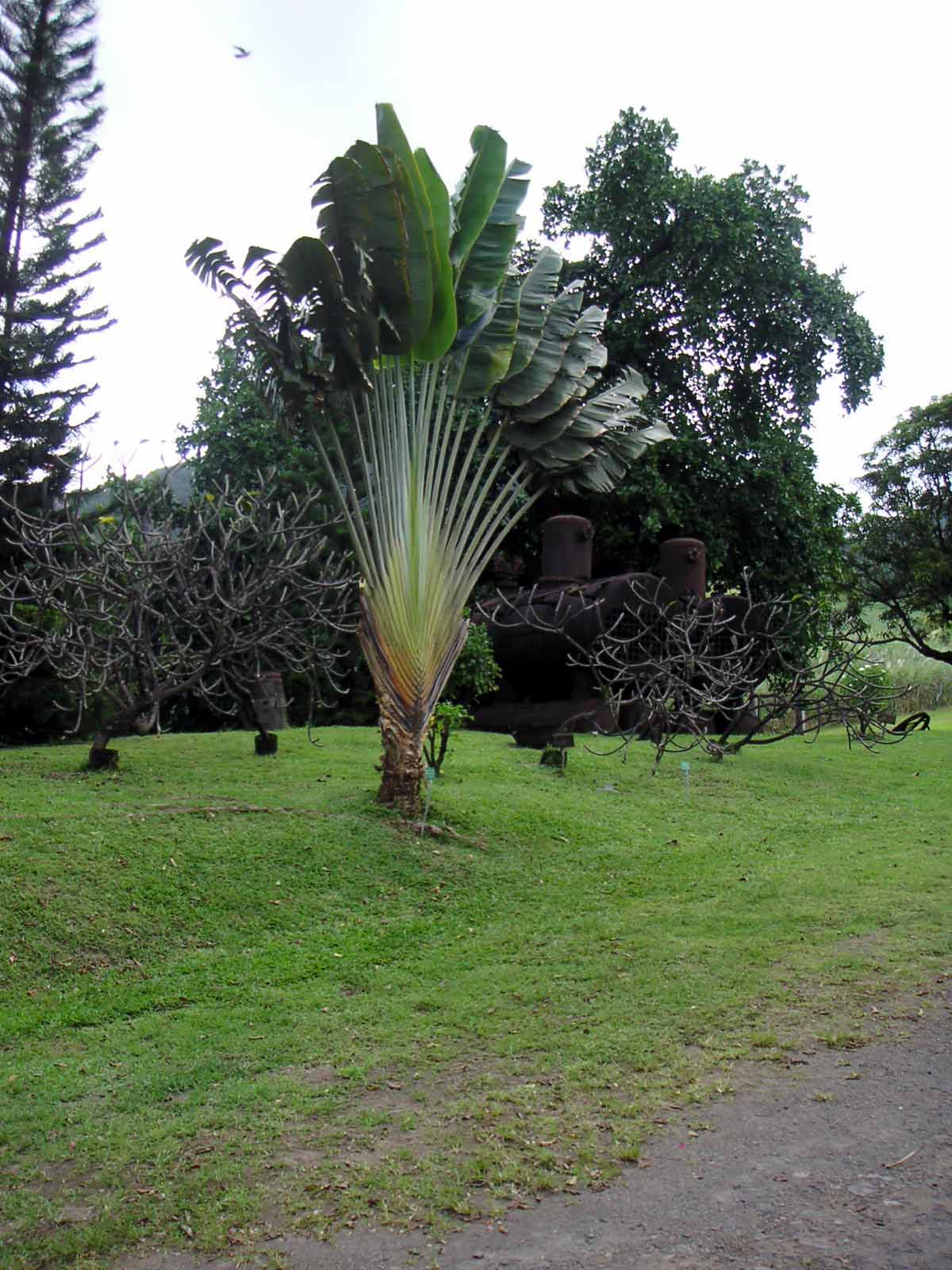
Arbre du voyageur
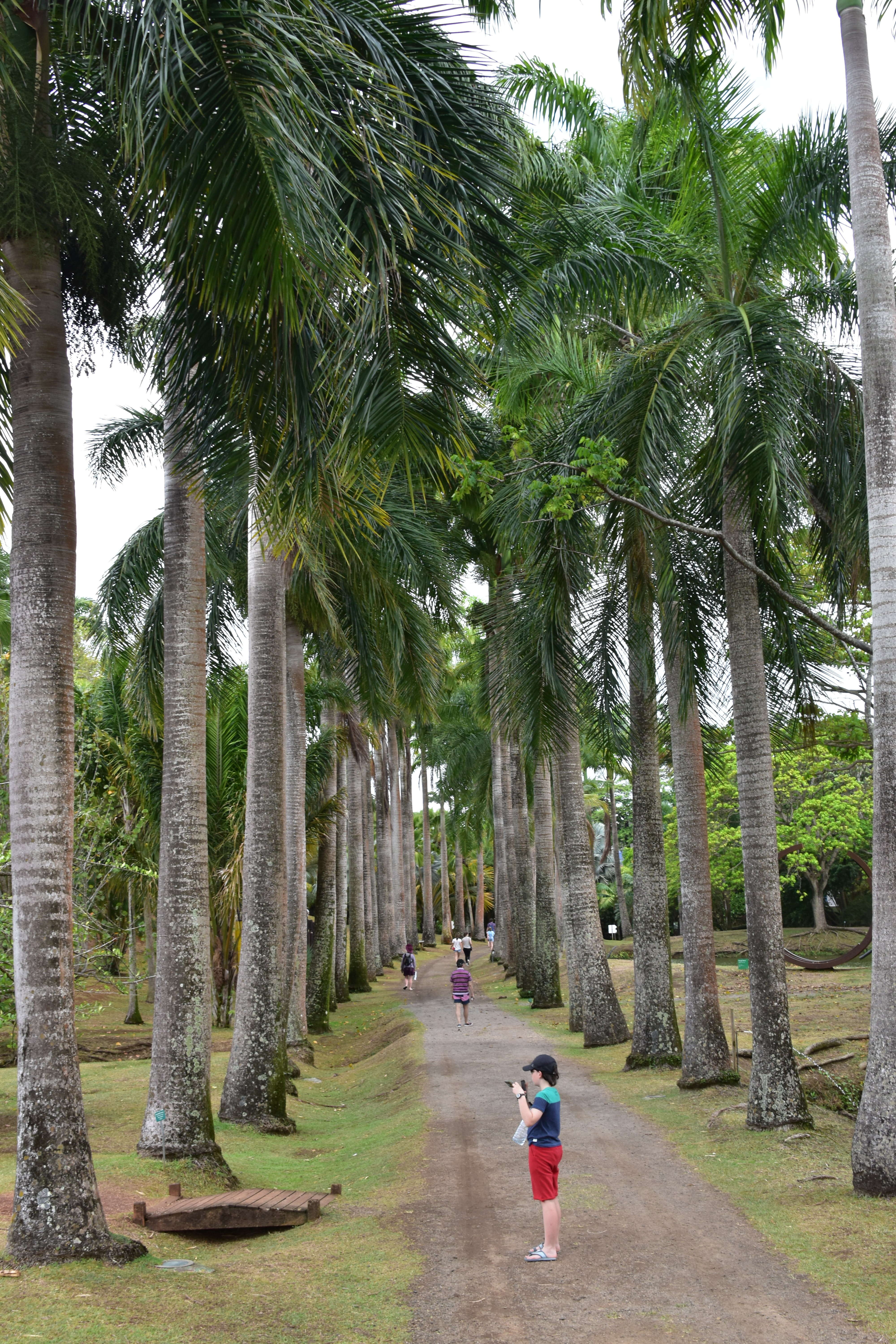
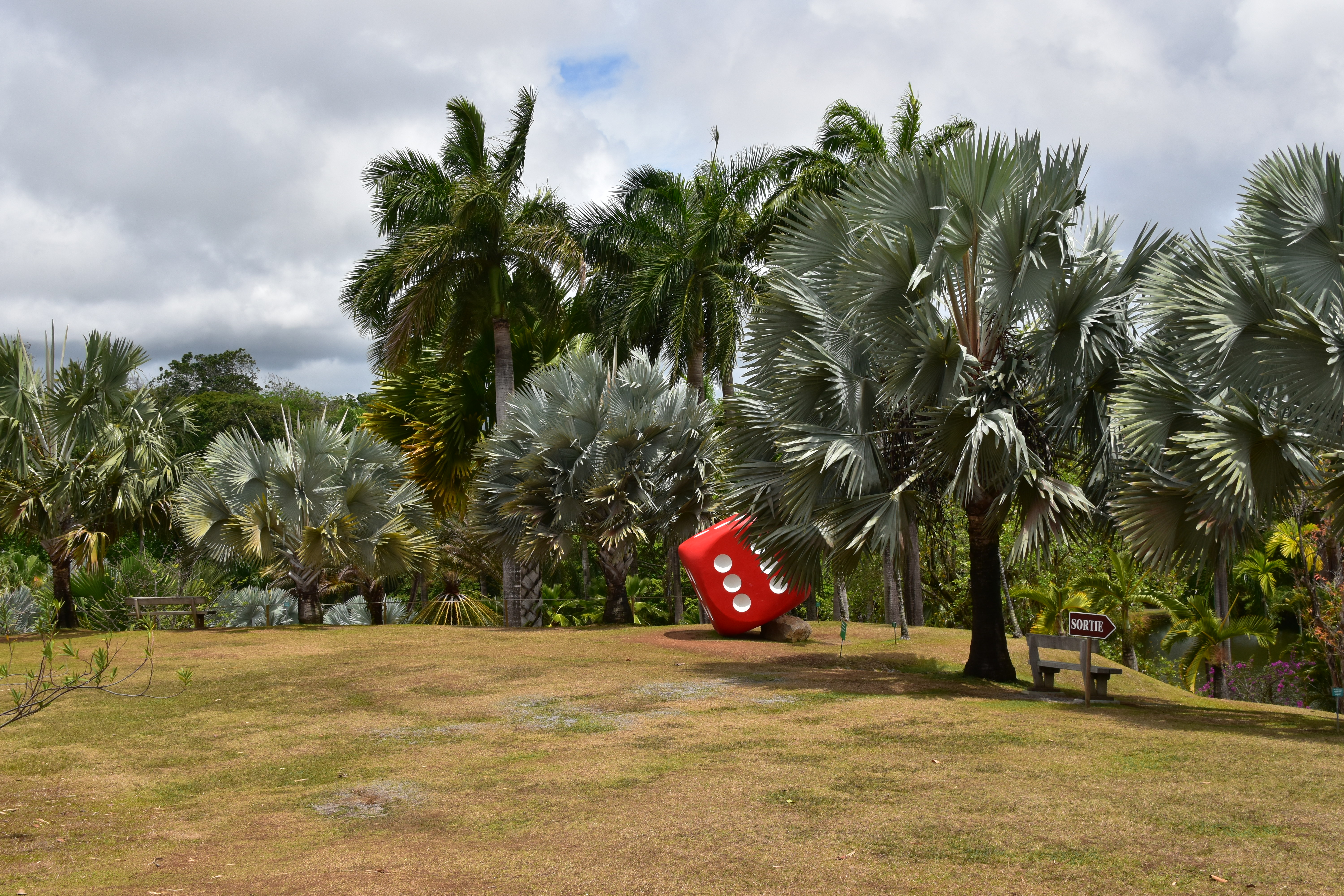

## La Fondation Clément
La Fondation Clément, consacrée au patrimoine, à l'histoire et à la promotion des artistes et de l'art moderne et contemporain dans la Caraïbe, est installée dans l'ancienne cuverie réhabilitée par le cabinet d'architectes Reichen et Robert. Elle a été inaugurée le 24 janvier 2016 avec une exposition du peintre franco-haïtien Hervé Télémaque. Outre l'organisation d'expositions temporaires sur 600 m², elle possède une collection d’œuvres d'art, ainsi qu'une bibliothèque de 10 000 ouvrages, qui a recueilli des fonds historiques privés et une documentation iconographique sur la région.

## Dans les arts
Plusieurs films ont été tournés sur le domaine, il s'agit notamment de :
- Cœurs Caraïbes (1995) ;
- La Grande Béké (1997) ;
- Belle-maman (1998).